# Karamaniden
De Karamaniden (Turks: Karamanoğulları, Karamanoğulları Beyliği), ook wel bekend als Karaman, was van 1250 tot 1487 een staat in Anatolië in het huidige Turkije. De beylik werd opgericht na de val van het Seltsjoekse rijk in de 13e eeuw. De oprichter was Kerimeddin Karaman Bey.